# Dayana Mendoza
Dayana Mendoza (n. 1 iunie 1986, Caracas, Venezuela) este un fotomodel din Venezuela.
Ea a câștigat titlul de Miss Venezuela în anul 2007, iar peste un an în 2008 este aleasă Miss Universe.

## Biografie
Dayana Sabrina Mendoza Moncada s-a căsătorit cu Michael Pagano, un om de afaceri italian. Rochia ei de mireasă a fost creată de designerul Angel Sanchez. Împreună au o fetiță născută în octombrie 2015 a cărei identitate nu e dezvăluită.